# Kaiserpanorama

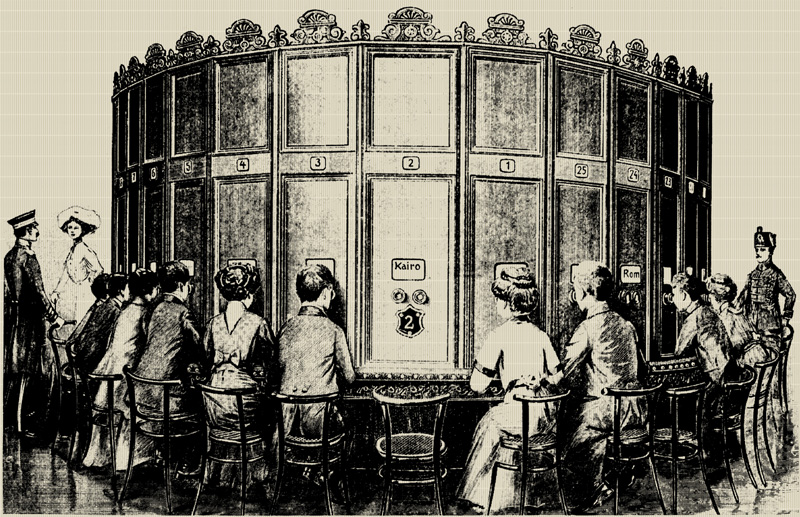
Il Kaiserpanorama di August Fuhrmann

Il Kaiserpanorama è un dispositivo ottico, uno speciale tipo di stereoscopio destinato alla visione collettiva di stereogrammi, brevettato da August Fuhrmann nel 1890 ma già in uso in Germania tra il 1880 e gli anni venti del XX secolo.

## Storia

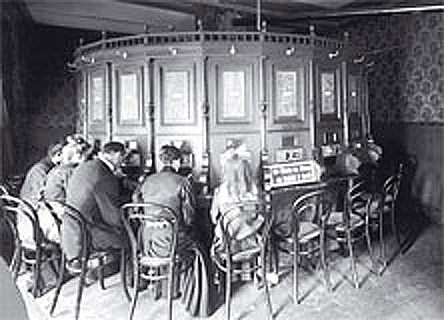
Kaiserpanorama nel Prater di Vienna nel 1900

Lo stereoscopio era di per sé un dispositivo destinato alla fruizione privata e, tutt'al più, ad un gioco di società per i salotti borghesi (solo nel XX secolo diverrà un oggetto di intrattenimento anche per le classi più povere, grazie all'introduzione del Tru-Vue e del View-Master), ma esisteva anche una versione pubblica dello stereoscopio, destinata alla fruizione collettiva: questo particolare tipo di visore stereoscopico assume il nome di Keiserpanorama (letteralmente "panorama dell'imperatore").
Il Kaiserpanorama venne inventato dal tedesco August Fuhrmann che lo proponeva al pubblico tedesco spostandosi di città in città nella Germania alla fine del XIX secolo: l'apparecchio viene brevettato attorno al 1890. Fuhrmann si occupava anche di produrre e distribuire immagini stereoscopiche che proponeva nei suoi spettacoli, con una azienda che aveva sede a Berlino, contando, al suo apice, oltre 50.000 stereogrammi disponibili. Il Kaiserpanorama è stato in uso per circa una quarantina d'anni: dagli anni ottanta del XIX secolo, fino al primo quarto del XX secolo.
Al giorno d'oggi esistono alcune riproduzioni del Kaiserpanorama, con un ridotto numero di postazioni rispetto agli antichi dispositivi in uso nella Germania Guglielmina.

## Funzionamento
Il Kaiserpanorama era una sorta di peepshow collettivo dove oltre una ventina di persone potevano godere di una visione comune delle stesse immagini. All'interno le immagini venivano ruotate grazie ad un apposito meccanismo, cosicché tutti potevano, a turno, visualizzare i medesimi soggetti rappresentati in forma stereoscopica.
Era indifferente da quale postazione si iniziasse a osservare le immagini, o da quale punto della programmazione, poiché le immagini si succedevano in sequenza ritornando alla fine a compiere lo stesso giro. Il termine del tempo dedicato alla visione di ogni immagine e quindi il passaggio alla successiva veniva segnalato da uno scampanellio, a cui succedeva un breve momento di vuoto, senza alcuna immagine, e poi l'immagine successiva.

## Supporti

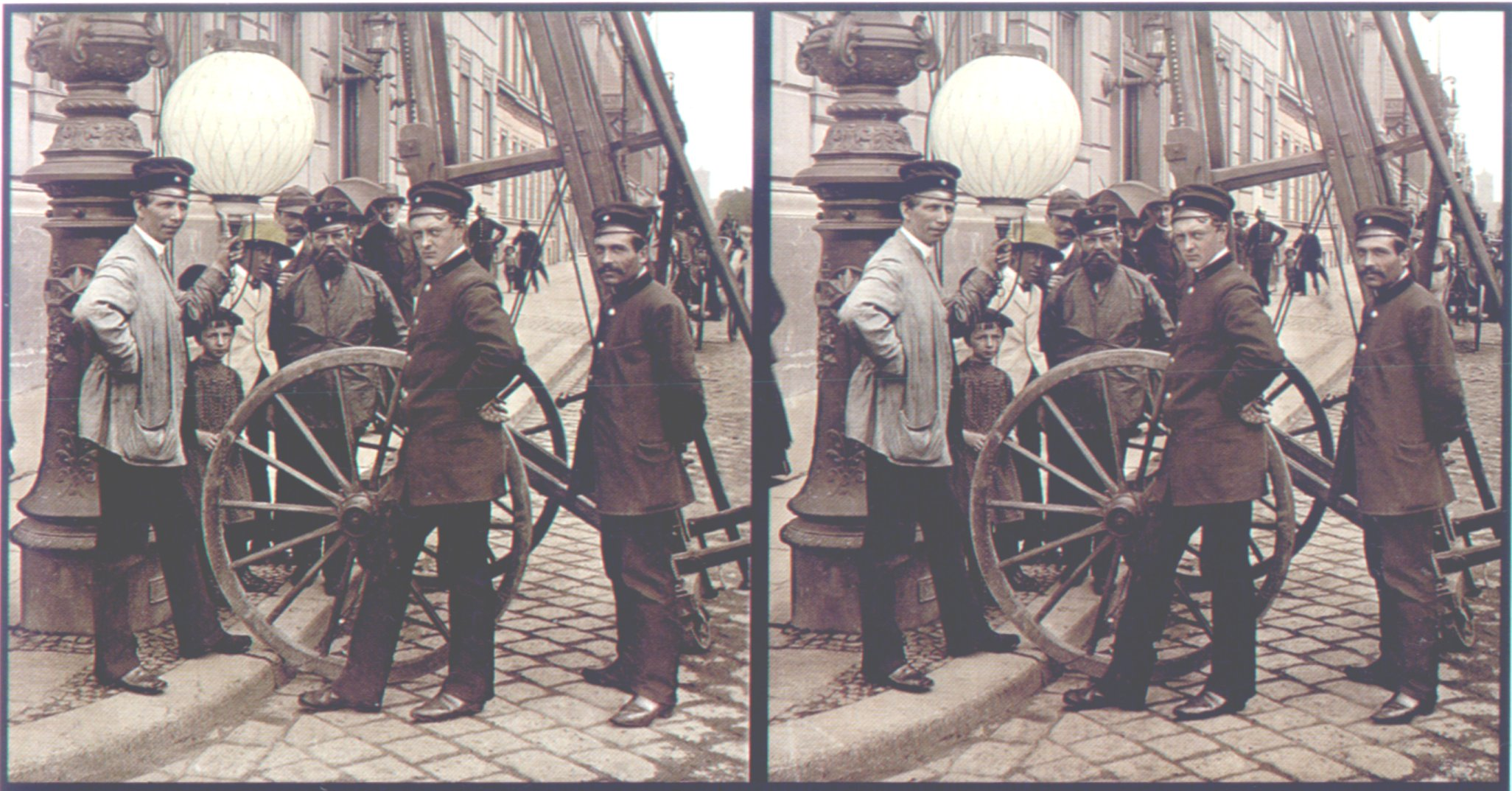
Installazione di lampada ad arco a Berlino, 1890 (stereofotografia di August Fuhrmann)

All'interno del Kaiserpanorama venivano esibiti stereogrammi su vetro: l'emulsione fotografica in bianco e nero veniva stesa su uno speciale supporto in vetro. Le immagini stereoscopiche così ottenute venivano talvolta colorate a mano. Le immagini venivano poi illuminate per trasparenza, consentendo così una migliore profondità e illusione di tridimensionalità.
I soggetti rappresentati erano panorami, monumenti e città europei, forniti inizialmente dai parigini Ferrier e Soulier, Fuhrmann produsse poi indipendentemente le proprie stereofotografie espandendo il suo archivio fino a comprendere molti altri soggetti e temi. Nel XX secolo una parte degli stereogrammi esibiti con questo mezzo, riguarderanno anche immagini del primo conflitto mondiale.

## Kaseirpanorma odierni
- Al Museo nazionale del Cinema di Torino, è possibile osservare una versione moderna del Kaiserpanorama. Il dispositivo, perfettamente funzionante, permette di guardare, in ogni postazione, una serie diversa di stereogrammi ottocenteschi.
- Al Museo di Cinematografia di Lodz (Polonia), è possibile osservare un originale Kaiserpanorama di August Fuhrmann, costruito nel 1900. Il dispositivo è perfettamente funzionante e disponibile agli ospiti.